# João Almino
João Almino (Mossoró, 1950) es un novelista, ensayista y diplomático brasileño.

## Información biográfica
Su obra ha sido elogiada por la crítica, traducida, entre otras, al español, inglés, italiano, francés y holandés y ha sido premiada por varias instituciones.  Es autor de siete novelas, de ensayos literarios y de escritos de historia y filosofía política.
Realizó su doctorado en París bajo la dirección del filósofo Claude Lefort. Ha sido profesor en varias universidades, incluyendo la UNAM, Universidad de Brasília, Berkeley, Stanford University y la Universidad de Chicago. 
Casado desde 1979 con la pintora y dibujante Bia Wouk con quien tuvo dos hijas.

### Ficción
- Idéias para Onde Passar o Fim do Mundo, Brasiliense, 1987 (reedición Editora Record, 2003)
- Samba-Enredo, 1994, reedición Editora Record, 2012 (Samba-Enredo, Luso-Española de Ediciones, Salamanca)
- As Cinco Estações do Amor, 2001 (Las Cinco Estaciones del Amor, Corregidor; The Five Seasons of Love, Host Publications)
- O Livro das Emoções, 2008 (The Book of Emotions, Dalkey Archive Press)
- Cidade Livre, Editora Record, 2010 (Hôtel Brasilia, éditions Métaillié, Paris; Free City, Dalkey Archive Press)
- Quinteto de Brasília.
- Enigmas da Primavera, Editora Record, 2015 (Enigmas of Spring, Dalkey Archive Press)
- Entre facas, algodão, 2017 (The last twist of the knife, Dalkey Archive Press, 2021).

### Ensayos literarios
- Brasil-EUA: Balanço Poético, 1996
- Escrita em contraponto, 2008 (Tendencias de la literatura brasileña: escritos en contrapunto, Leviatán, Buenos Aires, 2010)
- O diabrete angélico e o pavão

### Otros
- Os Democratas Autoritários, 1980;
- A Idade do Presente, 1985 (La edad del presente, Fondo de Cultura Económica, México, 1986)
- Era uma Vez uma Constituinte, 1985;
- O Segredo e a Informação, 1986;
- Naturezas Mortas - A Filosofia Política do Ecologismo, 2004;
- 500 anos de Utopia, Vento Norte Cartonero, 2017.
- Dois ensaios sobre Utopia, editora UnB, 2017.

## Premios y nominaciones

### 1988
- Nominado al Premio Jabuti, por Idéias para Onde Passar o Fim do Mundo
- Instituto Nacional do Livro, por Idéias para Onde Passar o Fim do Mundo
- Prêmio Candango de Literatura, por Idéias para Onde Passar o Fim do Mundo

### 2003
- Premio Casa de las Américas, Cuba, por As Cinco Estações do Amor[4]

### 2009
- 7º Prêmio Portugal Telecom de Literatura (indicado), por O Livro das Emoções
- 6º Prêmio Passo Fundo Zaffari & Bourbon de Literatura (indicado), por O Livro das Emoções

### 2011
- 7º Prêmio Passo Fundo Zaffari & Bourbon de Literatura, de mejor novela publicada en los últimos dos años, por Cidade Livre
- finalista Prêmio Jabuti, por Cidade Livre
- finalista Prêmio Portugal-Telecom, por Cidade Livre

### 2014
- nominado (nominee) ao International IMPAC Dublin Literary Award, por The Book of Emotions ("O livro das Emoções").

### 2015
- nominado (nominee) ao International IMPAC Dublin Literary Award, por Free City ("Cidade Livre").

### 2016
- finalista del Prémio Rio de Literatura, por Enigmas da Primavera
- finalista Prêmio São Paulo de Literatura, por Enigmas da Primavera'
- semifinalista del Prémio Océanos de LIteratura, por "Enigmas da Primavera"

### 2017
- Prémio Jabuti (2.o colocado) de mejor libro brasileño publicado en el extranjero, por Enigmas of Spring (Enigmas da Primavera)

### 2018
- semifinalista del Prémio Océanos de Literatura, por "Entre facas, algodão"